# Olteț
Olteț je desna pritoka rijeke Olt u Rumunjskoj. Ulijeva se u Olt u Fălcoiu. Duljina joj je 185 km, a površina porječja 2663 km2.

## Gradovi i sela
Sljedeći gradovi i sela nalaze se duž rijeke Olteț, od izvora do ušća: Polovragi, Alunu, Sinești, Livezi, Zătreni, Bălcești, Laloșu, Morunglav, Balș, Bârza, Pârșcoveni, Osica de Sus, Fălcoiu .

## Pritoke
Sljedeće rijeke su pritoke rijeke Olteț (od izvora do ušća): 
- Lijevo: Urlieșu, Dracu, Cujba, Lespezi, Savu, Pârâul Rău, Tărâia, Tulburea, Budele, Șasa, Cerna, Laloș, Bârlui, Balta Dascălului
- Desno: Ungurel, Cornățel, Valea Iezerului, Obislav, Peșteana, Aninoasa, Călui, Valea Românei, Geamărtălui, Voineasa Mare, Pârâul Roșu, Bobu

## Vanjske poveznice
|  | Zajednički poslužitelj ima još gradiva o temi Olteț |